# Heinrich Zapf (Skispringer)
Heinrich Zapf ist ein ehemaliger deutscher Skispringer.

## Werdegang
Zapf gab sein internationales Debüt bei der Vierschanzentournee 1957/58. Bereits beim Auftaktspringen auf der Schattenbergschanze in Oberstdorf erreichte er mit dem 14. Platz das beste Einzelresultat seiner Karriere. Auch auf der Großen Olympiaschanze erreichte Zapf mit dem 15. Platz ein sehr gutes Resultat. Auf der Bergiselschanze wenig später verpasste er die Top 20 und belegte so in Innsbruck nur Rang 22. Die Tournee schloss er mit dem 16. Platz auf der Paul-Außerleitner-Schanze in Bischofshofen ab und belegte den 12. Platz in der Gesamtwertung.
Ein Jahr später konnte Zapf bei der Vierschanzentournee 1958/59 nicht seinen Erfolg aus dem Vorjahr anknüpfen. So bestritt er auch nur die beiden Springen in Deutschland und brach die Tournee nach zwei Platzierungen außerhalb der Top 20 als 46. der Gesamtwertung ab.
Bei seiner dritten und letzten Vierschanzentournee 1959/60 sprang er noch einmal bei allen vier Springen. Eine Top-20-Platzierung blieb erneut aus, jedoch landete er durchgängig immer unter den besten 30. In der Gesamtwertung erreichte er damit den 22. Rang.

## Erfolge

### Vierschanzentournee-Platzierungen
| Saison  | Platz | Punkte |
| ------- | ----- | ------ |
| 1957/58 | 12.   | 805,9  |
| 1958/59 | 46.   | 378,8  |
| 1959/60 | 22.   | 768,0  |